# 탕그랑 울브스 F.C.
탕그랑 울브스 F.C.(Tangerang Wolves Football Club)은 반튼주의 탕그랑에 기반을 둔 인도네시아의 축구 클럽이었다. 해체되기 이전에는 리가 프리메르 인도네시아에 소속되어 있었다.